# Федеральный аэродром Моффетт
Федеральный аэродром Мо́ффетт (англ. Moffett Federal Airfield) — военно-гражданский аэропорт в США, расположенный в округе Санта-Клара к северу от городов Маунтин-Вью и Саннивейл, в южной части залива Сан-Франциско. В прошлом аэродром принадлежал военно-морскому флоту США. На данный момент владельцем является Исследовательский центр Эймса (НАСА). Здесь базируется 129-е аварийно-спасательное авиационное крыло Калифорнийских военно-воздушных сил Национальной гвардии США и штаб 7-й группы психологических операций резерва армии США. Авиапарк аэродрома включает в себя поисково-спасательные воздушные суда HC-130P Hercules (Combat King), самолеты-заправщики MC-130P Combat Shadow, а также многоцелевые вертолеты HH-60G Pave Hawk. До 28 июля 2010 года, на аэродроме так же присутствовала 12-я эскадрилья космических операций ВВС США.
Ангар № 1 (построен в 1931 году), расположенный на территории аэродрома, является одним из самых больших свободно стоящих зданий, площадью около 32,000 м².
Ангары № 2 и № 3 считаются одними из крупнейших деревянных построек в мире. Они были сооружены во времена Второй мировой войны, как часть плана по обороне побережья военно-морскими силами США. План включал в себя строительство десяти баз дирижаблей, пять из которых до сих пор существуют: два на аэродроме Моффетт, два в городе Тастин, штат Калифорния и один в городе Тилламук, штат Орегон.
На территории аэродрома также находится Исследовательский центр Эймса, который включает в себя Национальный полномасштабный аэродинамический комплекс.

## История
В 1931 году город Саннивейл приобрел участок сельскохозяйственных угодий (около 4 км²), граничащий с заливом Сан-Франциско, заплатив почти $480,000, после чего «перепродал» его правительству США за $1 под постройку базы для дирижаблей USS Macon (ZRS-5) ВМС США. Это была идеальная площадка для аэродрома по части метеоусловий, потому что большинство прибрежной зоны залива Сан-Франциско часто бывает покрыто туманом.
Военно-морской аэродром был утвержден Актом Конгресса и подписан Президентом Гербертом Гувером 12 февраля 1931 года. Строительство началось 8 июля 1931 года. Первоначально базу назвали Авиабаза Саннивейл CAL, потому что опасались, что название Маунтин-Вью (англ. Mountain View, букв. горный вид) наведет чиновников на мысль о том, что дирижабли могут столкнуться с горами. Эта станция авиации ВМС США была введена в эксплуатацию 12 апреля 1933 года и названа Саннивейл. После смерти контр-адмирала Вильяма А. Моффетта (которому приписывают создание аэродрома) в катастрофе дирижабля USS Akron 4 апреля 1933, аэродром был переименован в Моффетт 1 сентября 1933 года. После вынужденной посадки на воду USS Macon (ZRS-5) в 12 феврале 1935 года, в октябре 1935 года аэродром был передан в распоряжение ВВС США.

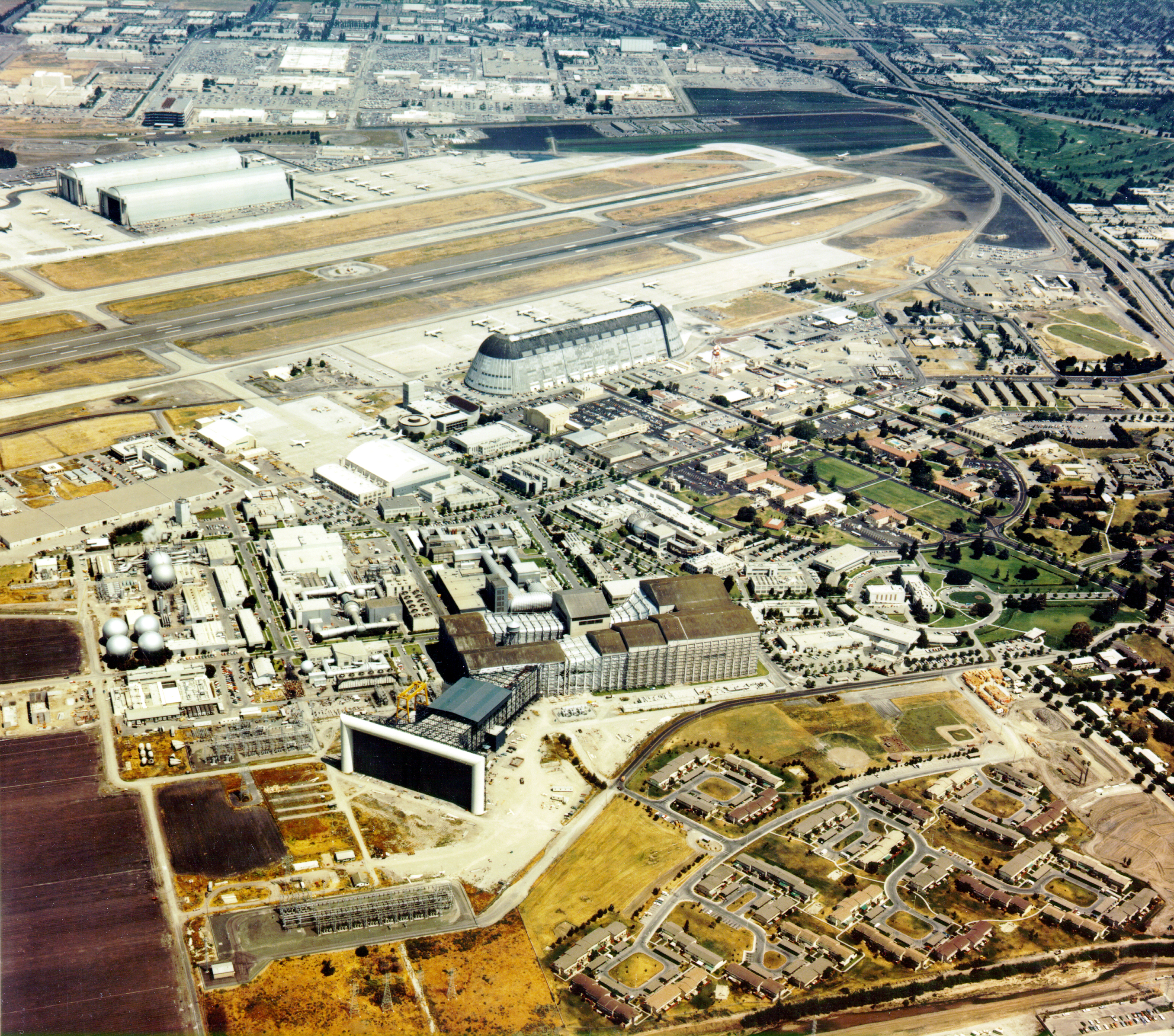
Вид с воздуха на федеральный аэродром Моффетт и Исследовательский центр Эймс НАСА

В 16 апреля 1942 года ВМС США вернули себе аэродром и снова ввели в эксплуатацию станцию авиации ВМС США Саннивейл. Четыре дня спустя она была переименована в Аэродром Моффетт. С конца Второй мировой войны и до закрытия, станция авиации «Аэродром Моффетт» обслужила несколько поколений противолодочных средств поражения наземного базирования и морской патрульной авиации, включая Lockheed P2V Neptune и Lockheed P-3 Orion. До распада СССР и некоторое время после, с аэродрома Моффетт проводились вылеты на дневное патрулирование побережья Тихого океана, поддержку флота и тренировочные полеты. Эскадрильи, базировавшиеся на аэродроме, периодически отправлялись на службу в районы Индийского океана и Персидского залива на срок до 6 месяцев.
В 90-е годы станция была главной базой Тихоокеанского флота США для проведения патрульных операций с использованием P-3C. После окончания холодной войны и связанным с этим сокращением оборонных баз, в 1994 году аэродром был закрыт. Патрульная эскадрилья расформирована и совмещена с патрулем восточного побережья. 1 июля «Аэродром Моффетт» был передан во владение Исследовательского центра Эймса (НАСА) и переименован в «Федеральный аэродром Моффетт». С момента закрытия, часть станции стала доступной для посещения гражданскими лицами.
Федеральный аэродром Моффетт имеет умеренный воздушный трафик (в среднем 5-10 судов в день): Калифорнийские военно-воздушные силы Национальной гвардии США, НАСА, Lockheed Martin Space Systems, частные самолеты основателей компании Google, вертолеты полиции (STAR 1) округа Санта-Клара, Air Force One во время визитов Президента США в область залива Сан-Франциско.